# أليس أندروود فيتش
أليس أندروود فيتش (بالإنجليزية: Alice Underwood Fitch)‏ هي رسامة أمريكية، ولدت في 5 يوليو 1862، وتوفيت في 1 أغسطس 1936.